# Katharina Liensberger
Katharina Liensberger (Feldkirch, 1 april 1997) is een Oostenrijkse alpineskiester. De slalomspecialiste werd Olympisch kampioene met de Oostenrijkse ploeg op de spelen van Peking in 2022. In 2021 werd ze wereldkampioene op de parallel reuzenslalom en de slalom. Ook won ze dat jaar de wereldbeker op de slalom.

## Carrière
Liensberger maakte haar wereldbekerdebuut in januari 2016 in Flachau. In december 2016 scoorde ze in Semmering haar eerste wereldbekerpunten. In januari 2018 behaalde de Oostenrijkse in Zagreb haar eerste toptienklassering in een wereldbekerwedstrijd.
Tijdens de Olympische Winterspelen van 2018 in Pyeongchang eindigde Liensberger als achtste op de slalom. In de finale van de landenwedstrijd zette ze Oostenrijk op voorsprong door te winnen van de Zwitserse Denise Feierabend. De rest van de ploeg was minder fortuinlijk, dus kreeg ze samen met Stephanie Brunner, Katharina Gallhuber, Manuel Feller, Michael Matt en Marco Schwarz de zilveren medaille.
In januari 2019 stond ze in Flachau voor de eerste maal in haar carrière op het podium van een wereldbekerwedstrijd. In het daarop volgende wereldbekerseizoen werd ze derde in het algemeen klassement van de slalom.
Het seizoen 2020-2021 werd een topjaar voor Liensberger. Begin 2021 werd ze wereldkampioene op zowel de parallel reuzenslalom als de slalom. In de wereldbeker kwam ze elke wedstrijd op de slalom in de top vier. Op het eind van het seizoen won ze haar eerste twee wereldbekerwedstrijden. De algemene wereldbekerwinnares Petra Vlhová's slaloms vielen juist tegen, en zo won Liensberger het eindklassement op de slalom.

## Resultaten

### Olympische Spelen
| Jaar | Plaats      | Resultaten                                  |
| ---- | ----------- | ------------------------------------------- |
| 2018 | Pyeongchang | Landenwedstrijd · 8e Slalom                 |
| 2022 | Peking      | Landenwedstrijd · Slalom · 15e Reuzenslalom |

### Wereldkampioenschappen
| Jaar | Plaats             | Resultaten                                                         |
| ---- | ------------------ | ------------------------------------------------------------------ |
| 2019 | Åre                | Landenwedstrijd · 4e Slalom · 12e Reuzenslalom                     |
| 2021 | Cortina d'Ampezzo  | Slalom · Parallel reuzenslalom · Reuzenslalom · 5e Landenwedstrijd |
| 2023 | Courchevel-Méribel | 20e Slalom 24e Reuzenslalom                                        |
| 2025 | Saalbach           | Slalom · 5e Team combinatie · 12e Reuzenslalom                     |

### Wereldbeker
Eindklasseringen
| Seizoen   | Algm | SL     | RS  | PAR |
| --------- | ---- | ------ | --- | --- |
| 2016/2017 | 106e | 44e    | -   |     |
| 2017/2018 | 36e  | 14e    | 34e |     |
| 2018/2019 | 12e  | 7e     | 12e |     |
| 2019/2020 | 16e  | Brons  | 13e | 26e |
| 2020/2021 | 5e   | Goud   | 10e | 16e |
| 2021/2022 | 15e  | 4e     | 21e | 16e |
| 2022/2023 | 39e  | 19e    | 20e |     |
| 2023/2024 | 18e  | 7e     | 21e |     |
| 2024/2025 | 11e  | Zilver | 29e |     |

Wereldbekerzeges
| Datum      | Plaats      | Onderdeel |
| ---------- | ----------- | --------- |
| 13/03/2021 | Åre         | Slalom    |
| 20/03/2021 | Lenzerheide | Slalom    |
| 12/03/2022 | Åre         | Slalom    |